# アメリカ連合国陸軍の将軍

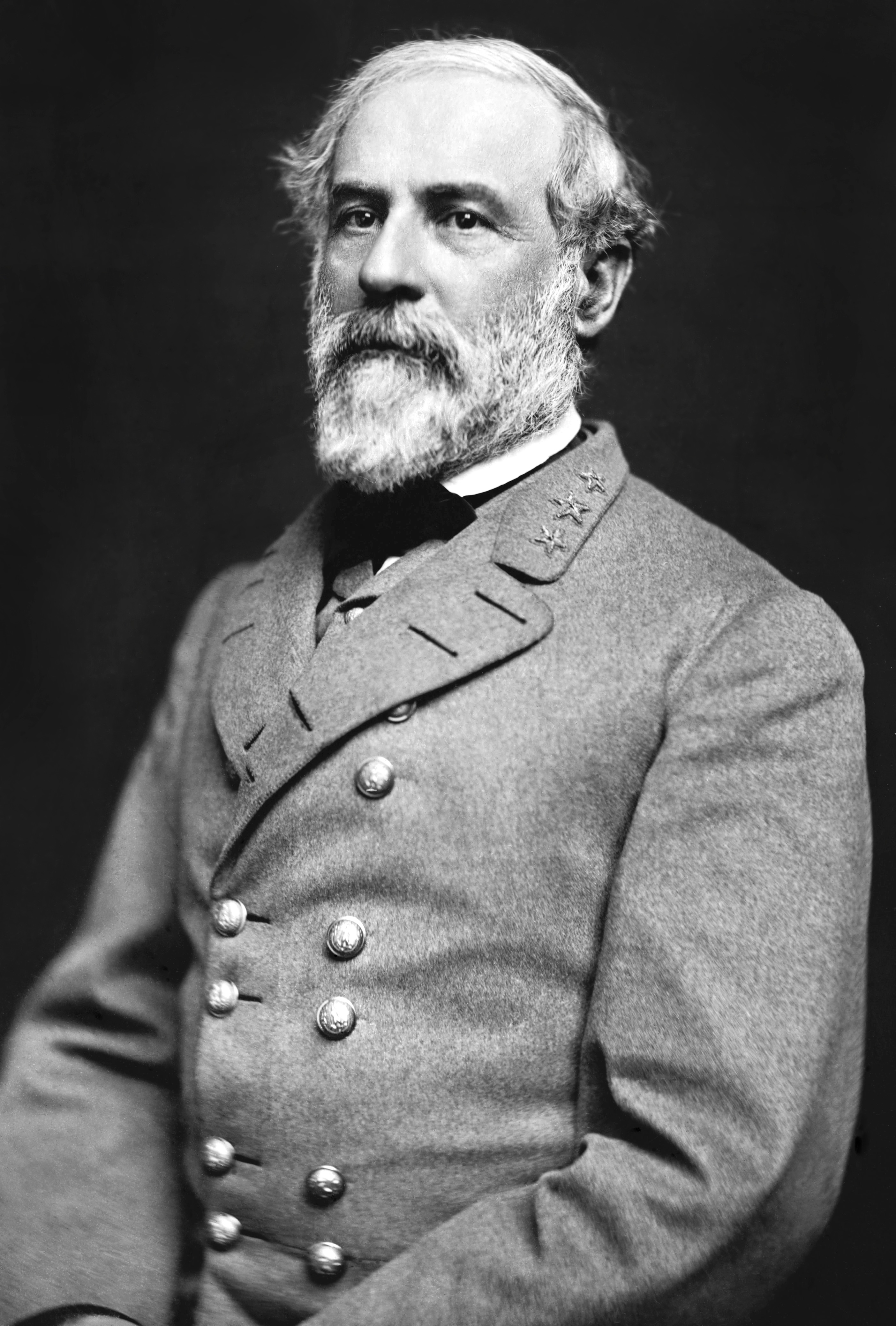
ロバート・E・リー、最も有名な南軍の将軍

アメリカ連合国陸軍の将軍（アメリカれんごうこくりくぐんのしょうぐん。英: Confederate States Army Generals）は南北戦争（1861年-1865年）でアメリカ連合国陸軍（南軍）に仕えた上級軍隊指導者である。彼らは多くが南北戦争以前にアメリカ合衆国陸軍の元士官であり、それ以外の者はその利点に基づいてあるいは要求される必要性に応じて階級を与えられた。南軍将軍の大半がアメリカ連合国議会からの確認を必要としたのは、現代のアメリカ軍で将軍になることを見込まれる者への対応とほぼ同じである。
アメリカ連合国軍すべてと同様にこれらの将軍達はその文民指導者、特にアメリカ連合国大統領にして、連合国の陸軍、海軍および海兵隊の総司令官であるジェファーソン・デイヴィスに対して責任を負った。

## 歴史
アメリカ連合国陸軍の仕組みの大半は、その議会が1861年2月21日に陸軍省を創設したとき、アメリカ陸軍の構造と慣習に基づいていた。アメリカ連合国陸軍は3つの部分より構成された。すなわち、アメリカ連合国陸軍（ACSA、恒久的正規軍が意図されたもの）、暫定アメリカ連合国陸軍（PACS、「志願兵」軍、敵対関係が無くなったときに解隊されるもの）および様々な南部州民兵隊だった。
ウェストポイントの陸軍士官学校の卒業者や米墨戦争の古参兵はジェファーソン・デイヴィスによって強く軍役に、特に将官として求められた。北軍がそうであったように、南軍は職業軍人と政治家の将軍がいた。南軍の階級は仕組みや年功序列制においてアメリカ陸軍とほぼ同じだった。1861年2月27日、陸軍の一般幕僚が承認され、総務局長 (adjutant general)、主計総監 (quartermaster general)、兵站総監 (commissary general)、および軍医総監 (surgeon general)の4つで構成された。当初軍医総監は参謀将校のみだった。総務局長の職位はサミュエル・クーパーが着任し（クーパーはこの職位をアメリカ陸軍で1853年から辞任するまで大佐として務めていた）、南北戦争を通じて陸軍監察長官の職と共に務めた。
当初のアメリカ連合国陸軍は志願兵軍も正規軍も4人の准将 (brigadier generals) を任官しただけだった。しかしアメリカ連合国議会は直ぐに少将 (major generals) と大将 (generals) の指名を許可する法を成立させ、このことによって各州の民兵隊にいる現役少将よりも明白に上級職にあることを示した。1861年5月16日、准将の位にあるものが5人だけの時にこの法が成立した。その一部は次のようになっていた。
1862年9月18日付けで、中将 (lieutenant generals) が承認され、アメリカ連合国陸軍には将官に4つの階級があることになった。すなわち階級が上がる順に准将、少将、中将および大将となった。士官達はジェファーソン・デイビスによって様々な将軍の階級に指名され（また確認され）、ディヴィスは自分で昇進リストも作ることになった。昇進の日付や同じ日に同じ階級に昇進した者の順位はデイヴィスによって「通常戦前のアメリカ陸軍で確立されていた指針に従って」決定された。

## 准将

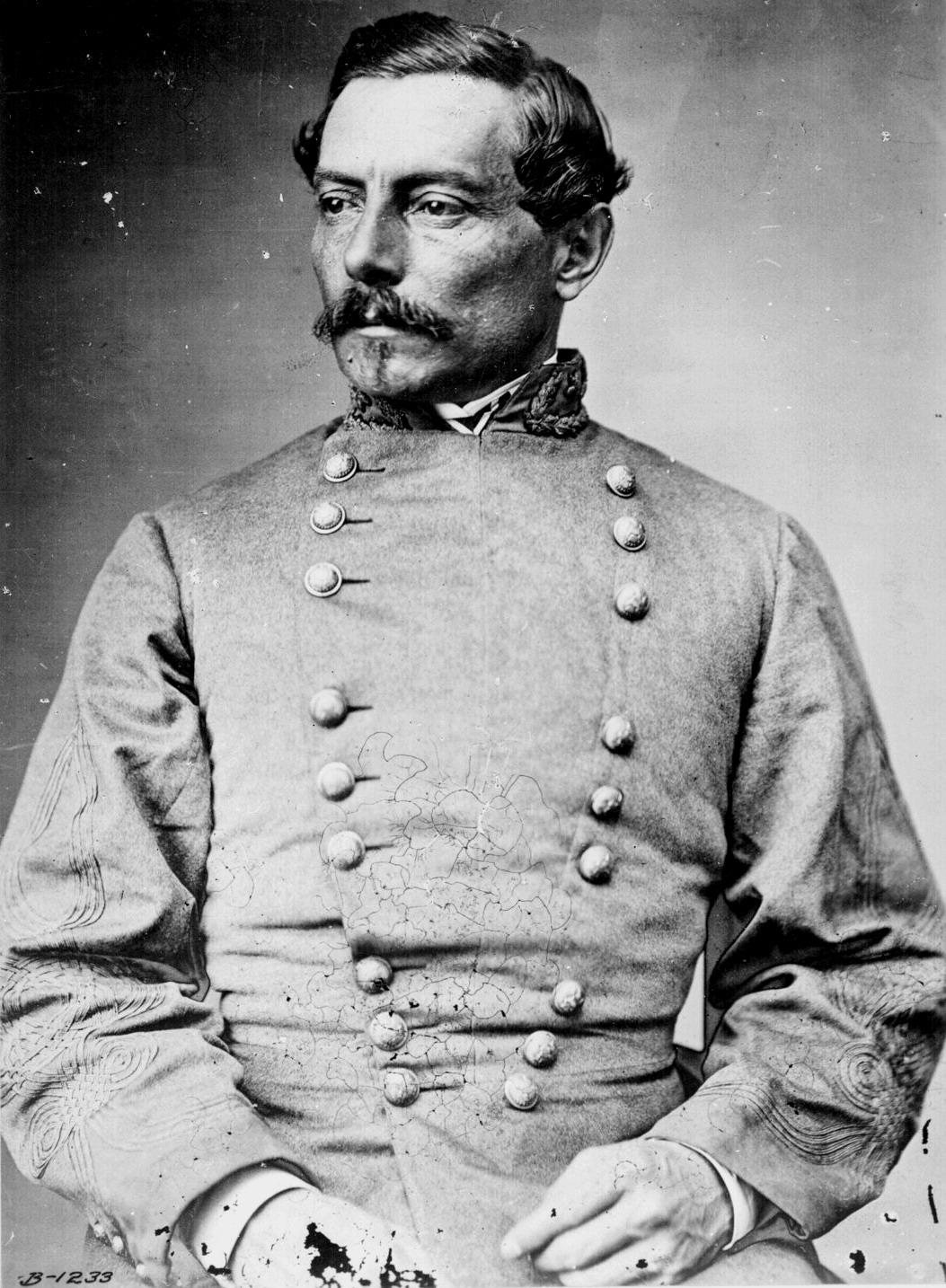
P・G・T・ボーリガード、南軍最初の准将

准将は最も多い場合が歩兵または砲兵旅団指揮官、高位の階級の将軍副官、および陸軍省参謀士官となった。戦争が終わるまでに、暫定アメリカ連合国陸軍には少なくとも383人の准将がおり、アメリカ連合国陸軍には3人、すなわちサミュエル・クーパー、ロバート・E・リーおよびジョセフ・ジョンストンがいた。連隊の旅団への組み入れは1861年3月6日にアメリカ連合国議会により承認された。准将はそれら旅団を指揮し、デイヴィスにより指名され議会上院によって確認されることとされていた。
南軍の准将の任務は北軍のものに近いものだったが、北軍の准将が時として旅団指揮だけでなく特に戦争の初年には時として師団を指揮したのに対し、南軍の将軍は主に旅団を指揮した。これらの将軍はしばしば軍事方面軍内の小地区も率い、その小地区の兵士達を指揮することもあった。准将は通常歩兵連隊を率いる南軍大佐の上位にあった。
この階級は現代のアメリカ陸軍では1つ星将軍に相当する。

## 少将

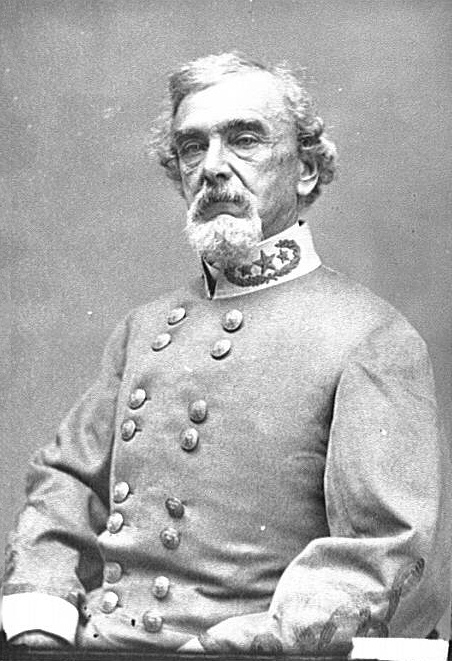
ベンジャミン・フーガー、南軍の上級少将

少将は極普通の場合は歩兵師団長、高位の階級の将軍副官、および陸軍省参謀士官となった。彼らはまた軍事方面軍を作り上げる地区軍も率い、その地区軍の複数部隊の指揮を執った。戦争が終わるまでに、少なくとも88人の者がこの階級となったが、すべて暫定アメリカ連合国陸軍だった。
師団は1861年3月6日にアメリカ連合国議会により承認され、少将がそれらを指揮した。少将はデイヴィスにより指名され議会上院によって確認されることとされていた。少将は准将とそれ以下の士官の上位にあった。
この階級は北軍の少将とは同じではなかった。北軍の少将は師団、軍団、ときには軍全体を率いた。この階級は多くの点で現代のアメリカ陸軍では2つ星将軍に相当する。

### 実戦を指揮した少将の一覧
少将で止まった者のトップ20
- 略語の説明: NC = 戦闘以外での死、 MW = 致命傷

| 氏名                           | 昇進日付       | 任官終了日     | 理由                         |
| ------------------------------ | -------------- | -------------- | ---------------------------- |
| デイビッド・E・トウィッグス    | 1861年5月22日  | 1862年7月15日  | NC, オーガスタ               |
| アール・ヴァン・ドーン         | 1861年9月19日  | 1863年5月8日   | NC, テネシー州スプリングヒル |
| グスタヴス・ウッドソン・スミス | 1861年9月19日  | 1863年2月17日  | 辞任                         |
| ベンジャミン・フーガー         | 1861年10月7日  | 1865年6月12日  | 仮釈放                       |
| ジョン・マグルーダー           | 1861年10月7日  | 記録なし       | 記録なし                     |
| ジョージ・B・クリッテンデン    | 1861年11月9日  | 1862年10月23日 | 辞任                         |
| ウィリアム・W・ローリング      | 1862年2月15日  | 1865年5月1日   | 仮釈放                       |
| スターリング・プライス         | 1862年3月6日   | 記録なし       | 記録なし                     |
| ベンジャミン・F・チーザム      | 1862年3月10日  | 1865年5月1日   | 仮釈放                       |
| サミュエル・ジョーンズ         | 1862年3月10日  | 1865年5月12日  | 仮釈放                       |
| ジョン・P・マッコーン          | 1862年3月10日  | 1865年5月12日  | 仮釈放                       |
| D・H・ヒル                     | 1862年3月26日  | 1865年5月1日   | 仮釈放                       |
| ジョーンズ・M・ウィザーズ      | 1862年4月6日   | 1865年5月11日  | 仮釈放                       |
| トマス・ハインドマン           | 1862年4月14日  | 記録なし       | 記録なし                     |
| ジョン・ブレッキンリッジ       | 1862年4月14日  | 記録なし       | 記録なし                     |
| ラファイエット・マクローズ     | 1862年5月23日  | 記録なし       | 記録なし                     |
| J・E・B・スチュアート          | 1862年7月25日  | 1864年5月12日  | MW, イェロータバンの戦い     |
| サミュエル・G・フレンチ        | 1862年8月31日  | 記録なし       | 記録なし                     |
| ジョージ・ピケット             | 1862年10月10日 | 1865年4月9日   | 仮釈放                       |
| カーター・L・スティーブンソン  | 1862年10月10日 | 1865年5月1日   | 仮釈放                       |

## 中将

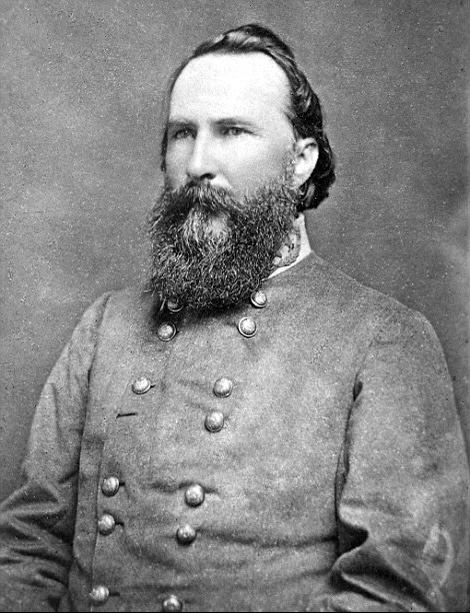
ジェイムズ・ロングストリート、南軍の上級中将

アメリカ連合国陸軍には18人の中将がおり、しばしば軍の中の軍団長、あるいは地域とその境界内の兵士全てを任せられた軍事方面軍の長を務めた。南軍の中将は全て暫定アメリカ連合国陸軍だった。アメリカ連合国議会は1862年9月18日に軍団の形成を法律化し、中将がそれらを率いることを指示した。中将はデイヴィスにより指名され議会上院によって確認されることとされていた。中将は少将とそれ以下の士官の上位にあった。
この階級は北軍の中将とは同じではなかった。北軍のユリシーズ・グラントはこの戦争中に唯一の中将であり、1864年にこの階級に任官されてから全北軍を率いた。この階級は現代のアメリカ陸軍では3つ星将軍に相当する。
アメリカ連合国議会は1964年5月に、暫定アメリカ連合国陸軍の中で「臨時」将官をデイヴィスにより指名され議会上院によって確認され、かつデイヴィスにより非恒久的指揮権を与えられることで認める法案を成立させた。この法の下でディヴィスは数人の将官を空いた地位に指名した。リチャード・H・アンダーソンは1864年5月31日に「臨時」中将に指名され、北バージニア軍の第1軍団指揮を任せられた（5月6日の荒野の戦いでジェイムズ・ロングストリート中将が負傷したことによる）。ロングストリートが10月に復帰し、アンダーソンは少将に戻された。ジュバル・アーリーは1864年5月31日に「臨時」中将に指名され、北バージニア軍の第2軍団指揮を任せられた（リチャード・イーウェル中将が別に任務を当てられたことによる）。アーリーはこの職を1864年12月までつとめ、やはり少将に戻された。同様にスティーブン・D・リーとアレクサンダー・P・スチュアートは西部戦線での空きを埋めるために「臨時」中将に指名され、その任務が終わった時にやはり少将の位に戻された。しかし、リーは1865年3月11日に2度目の中将に指名され、5日後に確認された。

### 実戦を指揮した中将の一覧
- 略語の説明: KIA = 戦死、 MW = 致命傷

| 実戦を指揮した中将の一覧             | 実戦を指揮した中将の一覧 | 実戦を指揮した中将の一覧 | 実戦を指揮した中将の一覧   | 実戦を指揮した中将の一覧 | 実戦を指揮した中将の一覧          |
| 氏名                                 | 任官日付                 | 指名                     | 確認                       | 任官終了日               | 理由                              |
| ------------------------------------ | ------------------------ | ------------------------ | -------------------------- | ------------------------ | --------------------------------- |
| ジェイムズ・ロングストリート         | 1862年10月9日            | 1862年10月10日           | 1862年10月11日             | 1865年4月9日             | 仮釈放                            |
| エドマンド・カービー・スミス         | 1862年10月9日            | 1862年10月10日           | 1862年10月11日             | 1864年2月19日            | 将軍に昇進                        |
| レオニダス・ポーク                   | 1862年10月10日           | 1862年10月10日           | 1862年10月11日             | 1864年6月14日            | KIA, ジョージア州パインマウンテン |
| セオフィラス・H・ホームズ            | 1862年10月10日           | 1862年10月10日           | 1862年10月13日             | 記録なし                 | 記録なし                          |
| ウィリアム・J・ハーディ              | 1862年10月10日           | 1862年10月10日           | 1862年10月11日             | 1865年5月1日             | 仮釈放                            |
| ストーンウォール・ジャクソン         | 1862年10月10日           | 1862年10月10日           | 1862年10月11日             | 1863年5月10日            | MW, チャンセラーズヴィルの戦い    |
| ジョン・C・ペンバートン              | 1862年10月10日           | 1862年10月10日           | 1862年10月13日             | 1864年5月18日            | 辞任                              |
| リチャード・イーウェル               | 1863年5月23日            | 1863年5月23日            | 1864年2月2日               | 1865年7月19日            | 仮釈放                            |
| A・P・ヒル                           | 1863年5月24日            | 1863年5月23日            | 1864年1月15日              | 1865年4月2日             | KIA, ピーターズバーグ包囲戦       |
| ジョン・ベル・フッド                 | 1863年9月20日            | 1864年2月1日             | 1864年2月4日               | 1865年5月31日            | 仮釈放                            |
| リチャード・テイラー                 | 1864年4月8日             | 1864年5月14日            | 1864年5月16日              | 1865年5月11日            | 仮釈放                            |
| ジュバル・アーリー                   | 1864年5月31日            | 1864年5月31日            | 1864年5月31日              | 記録なし                 | 記録なし                          |
| リチャード・H・アンダーソン          | 1864年5月31日            | 1864年5月31日            | 1864年5月31日              | 記録なし                 | 記録なし                          |
| アレクサンダー・P・スチュアート      | 1864年6月23日            | 1864年6月23日            | February 20, 1865年2月20日 | 1865年5月1日             | 仮釈放                            |
| スティーブン・D・リー                | 1864年6月23日            | 1865年3月11日            | 1865年3月16日              | 1865年5月1日             | 仮釈放                            |
| サイモン・B・バックナー              | 1864年9月20日            | 1864年9月20日            | 1865年1月17日              | 1865年6月9日             | 仮釈放                            |
| ウェイド・ハンプトン                 | 1865年2月14日            | 1865年2月14日            | 1865年2月15日              | 記録なし                 | 記録なし                          |
| ネイサン・ベッドフォード・フォレスト | 1865年2月28日            | 1865年3月2日             | 1865年3月2日               | 1865年5月10日            | 仮釈放                            |

## 大将
当初南部では5人が大将の階級に指名され、その後2人が追加されただけだった。これらの将軍は南軍の上級役職を占め、大半は軍全体あるいは軍事方面軍指揮官、またジェファーソン・ディヴィスの顧問になった。この階級は現代のアメリカ陸軍では4つ星将軍に相当する。正規には「ジェネラル」 (general) だけだが、現代の文書では一般的な用語である「将官」と区別できるように「フル・ジェネラル」(full general) としばしば表記される。
南軍の全ての大将は民兵隊の全ての士官よりも上位にあることを確認するために正規アメリカ連合国陸軍に登録されたが、2つの顕著な例外があった。1つはエドマンド・カービー・スミスであり、戦争の終盤に対象に指名されたが暫定アメリカ連合国陸軍でだった。もう1つはP・G・T・ボーリガードであり、当初暫定アメリカ連合国陸軍の大将に指名されたが、2ヵ月後に同じ昇格日付で正規アメリカ連合国陸軍大将に昇格した。大将はあらゆる階級の将官とそれ以下の士官の上位に位置した。
大将に指名された最初の5人とは、その序列順にサミュエル・クーパー、アルバート・ジョンストン、ロバート・E・リー、ジョセフ・ジョンストンおよびボーリガードだった。この序列により、戦闘には参加しない参謀将官であるクーパーが南軍で筆頭の将官になった。これは南軍の軍事的有効さにも幾つかの影響を与えることになり、特に顕著なものはジョセフ・ジョンストンとジェファーソン・デイヴィスの間に生じたその捩れた対人関係故にだった。ジョンストンは南部のためにアメリカ陸軍を離れた唯一の将官であり、当然自分が最高位の将官になるものと思っていたので、デイヴィスが承認した序列に不満を抱いた。しかし、ジョンストンのアメリカ陸軍における役目は参謀であって実戦指揮官ではなく、このことがデイヴィスをして南軍における序列と階級を考えさせる明らかな指標になった。
1864年2月17日、議会はミシシッピ川流域方面軍を指揮する将官を暫定アメリカ連合国陸軍の将軍という階級でデイヴィスに指名させることを認める法が成立した。エドマンド・カービー・スミスがその地位に指名された唯一の将官となった。ブラクストン・ブラッグは、上官であるアルバート・ジョンストンが戦死した1862年4月6日付けで正規アメリカ連合国陸軍の将軍に指名された。
議会は1864年5ア月に暫定アメリカ連合国陸軍の中で「臨時」将官をデイヴィスにより指名され議会上院によって確認され、かつデイヴィスにより非恒久的指揮権を与えられることで認める法案を成立させた。ジョン・ベル・フッドはアトランタ方面作戦の間にテネシー軍の指揮を執ることになった1864年7月18日に「臨時」大将に指名されたが、その指名は議会によって確認されず、1865年1月に元の中将の位に戻された。1865年3月、フッドの位置付けはアメリカ連合国上院によって説明された。その条文は次のようなものだった。

### 実戦を指揮した大将の一覧
- 略語の説明: KIA = 戦死

| 実戦を指揮した大将の一覧     | 実戦を指揮した大将の一覧 | 実戦を指揮した大将の一覧 | 実戦を指揮した大将の一覧 | 実戦を指揮した大将の一覧 | 実戦を指揮した大将の一覧 |
| 氏名                         | 任官日付                 | 指名                     | 確認                     | 任官終了日               | 理由                     |
| ---------------------------- | ------------------------ | ------------------------ | ------------------------ | ------------------------ | ------------------------ |
| サミュエル・クーパー         | 1861年5月16日            | 1861年8月31日            | 1861年8月31日            | 1865年5月3日             | 仮釈放                   |
| アルバート・ジョンストン     | 1861年5月30日            | 1861年8月31日            | 1861年8月31日            | 1862年4月6日             | KIA, シャイローの戦い    |
| ロバート・E・リー            | 1861年6月14日            | 1861年8月31日            | 1861年8月31日            | 1865年4月9日             | 仮釈放                   |
| ジョセフ・ジョンストン       | 1861年7月4日             | 1861年8月31日            | 1861年8月31日            | 1865年5月2日             | 仮釈放                   |
| P・G・T・ボーリガード        | 1861年7月21日            | 1861年8月31日            | 1861年8月31日            | 1865年5月1日             | 仮釈放                   |
| ブラクストン・ブラッグ       | 1862年4月6日             | 1862年4月12日            | 1862年4月12日            | 1865年5月10日            | 仮釈放                   |
| エドマンド・カービー・スミス | 1862年8月21日            | 1864年2月19日            | 1864年5月11日            | 1865年5月17日            | 仮釈放                   |

1863年の間に、ボーリガード、クーパー、ジョセフ・ジョンストンおよびリーが2月20日に再指名され、4月23日に議会によって再確認されたことに注意すべきである。これは、暫定法によって確認された行為は恒久法によって再確認される必要があるかという4月23日の議論に反応したものであり、2日後の議会法によって再確認された。

## 総司令官
ロバート・E・リーは総司令官（General-in-Chief）に指名された唯一の将官である。これは戦争も終盤になった1865年1月23日にアメリカ連合国議会によって創設されたが、1862年2月27日には議論になってもいた。ジェファーソン・デイヴィスは、そのような将軍ならば「大統領の意思なくして1軍あるいは複数の軍を指揮」できることになると考え、その年3月14日に議会に対してその地位を創ることについて拒絶を意思表明し（さらに拒否権を使った）。デイヴィスは戦争を通じて総司令官の責任の大半を自分で果たし、軍事作戦の管理者と総司令官の両方として行動した。
リー（1862年3月から5月）とブラクストン・ブラッグ（1864年2月から1865年1月）もデイヴィスに対する軍事顧問としてこれと同じ役割の大半をはたした。すなわち「南軍の軍事作戦の遂行を伴う任務」だった。

## 民兵隊の将軍
南部州はアメリカ独立戦争の時代以来、1792年アメリカ合衆国民兵法に合致する民兵隊を置いていた。それらは州の"Militia"あるいは"Armies"または"Guard"というような様々な名前があり、南北戦争が始まったときに活性化され拡張された。これらの部隊は「民兵隊将軍」に指揮されて特定州を守り、時として南軍のために出身州を離れてまで戦おうとはしなかった。南軍の民兵隊は准将と少将の階級を用いた。
1792年アメリカ合衆国民兵法の規定は民兵隊を年齢に応じて2つの階級に分けていた。第1階級は21歳から30歳までの兵士であり、第2階級は18歳から20歳までと31歳から45歳までの兵士を含めていた。南部の諸州は戦争が始まった時にこの仕組みを使っていた。

## 制服の記章
南軍の将軍は全て将官の階級に関係なく同じ制服記章を使っていた。リーだけは例外であり、南軍大佐の制服を着ていた。唯一眼に見える違いは制服のボタンの集合だった。3つボタンの集合は中将と少将のものであり、2つボタンの集合は准将のものだった。
| 階級 | 襟記章     | 袖記章     | ボタン    |
| 大将 | （全階級） | （全階級） |           |
| 中将 | （全階級） | （全階級） | 3つボタン |
| 少将 | （全階級） | （全階級） | 3つボタン |
| 准将 | （全階級） | （全階級） | 2つボタン |

## 給与
アメリカ連合国陸軍の将官はその任務に応じて給与が支払われ、（南軍ドルで）幾ら支払われるかはその階級と野戦指揮を執っているかどうかで違っていた。1861年3月6日、陸軍に准将しか居ない時、その給与は月301ドルであり、その副官の中尉は正規の給与以外に月35ドルが付加された。上級の将官が付け加えられると、その給与水準が調整された。1864年6月10日までに、大将は月500ドルを受け取り、野戦部隊を指揮しておればさらに500ドルが付加された。また同じ日までに中将は月450ドルを受け取り、少将は月350ドル、准将は野戦部隊を指揮しておれば正規の給与以外に50ドルが付加されるものとされた。

## 遺産
南軍は戦争中に北軍よりも多くの将軍を戦闘で失った。その比率は南軍の場合5人のうち1人であり、北軍では12人に1人だった。この戦死した将軍の後を補うことは戦争の間に続いた問題であり、しばしばその能力を超えた者を昇進させることになった（よくある批判はジョン・ベル・フッドやジョージ・ピケットに対してであったが、両軍とも問題だった）。あるいは戦闘で重傷を負ったがリチャード・イーウェルのように必要とされた。この問題は特に戦争の終盤近くになって南部の人的資源が枯渇してきたときにより困難なものになった。
野戦に立った南軍最後の将軍は1865年6月23日に降伏したスタンド・ワティーであり、最期まで生き残った大将はエドマンド・カービー・スミスで、1893年3月28日に死んだ。ジェイムズ・ロングストリートは1904年1月2日に死に、「南軍最後の高官」と考えられた。
南軍の4つの階級を用いる将官の仕組みは、現在のアメリカ陸軍と同じ構造であり（南北戦争の直後から使われた）、またアメリカ海兵隊でも使われている（第二次世界大戦後に使われた）。